# Emma Ahlgren
Emma Ahlgren, född 1986 i Pedersöre, Österbotten i Finland, är en finlandssvensk författare och bildkonstnär. 

## Biografi
Ahlgren läste 2014 vid Nordiska konstskolan i Karleby. Åren 2014–2020 utbildade hon sig till bildkonstnär vid Yrkeshögskolan Novia i Jakobstad. Ahlgren är sedan 2020 verksam som författare och bildkonstnär vid Kulturkollektivet Insidan i Jakobstad.
I november 2023 tilldelades Ahlgren litteraturpriset Kärven för sitt författarskap.